# وارم اسپرینگز (اورگن)
وارم اسپرینگز (به انگلیسی: Warm Springs) یک منطقهٔ مسکونی در ایالات متحده آمریکا است که در شهرستان جفرسون، اورگن واقع شده‌است. وارم اسپرینگز ۱۱۰٫۶ کیلومتر مربع مساحت و ۲٬۴۳۱ نفر جمعیت دارد و ۴۶۹ متر بالاتر از سطح دریا واقع شده‌است.